# Watch What Happens Live with Andy Cohen
Watch What Happens Live with Andy Cohen (abreviado WWHL, anteriormente denominado Watch What Happens Live) é um programa de televisão estadunidense apresentado por Andy Cohen que estreou em 16 de julho de 2009 no canal a cabo Bravo. O título do programa foi inspirado no slogan da rede, "Assista o que acontece" (em inglês: Watch What Happens). O programa é produzido ao vivo na cidade de Nova York, permitindo a interação com os telespectadores por telefone e mídia social. Em novembro de 2013, a Bravo renovou Watch What Happens Live with Andy Cohen por mais duas temporadas. Em 2 de março de 2016, o programa exibiu o seu episódio de n° 1.000. O programa comemorou seu marco de dez anos em junho de 2019 com Chrissy Teigen, John Mayer e Luann de Lesseps como convidados.
Em 9 de dezembro de 2019, a série foi renovada para mais uma temporada ao longo de 2021.